# Derrick O’Connor
| Derrick O’Connor                          | Derrick O’Connor                          |
| Kattints az alábbi külső linkek egyikére! | Kattints az alábbi külső linkek egyikére! |
| ----------------------------------------- | ----------------------------------------- |
| Nem található szabad kép.(?)              |                                           |
| külső link · jogvédett                    | Képe a The Herald-ban                     |

Derrick O’Connor (Dublin, 1941. január 3. – Santa Barbara, Kalifornia, USA, 2018. június 29.) ír színész.

## Fontosabb filmjei
- The Final Programme (1973)
- Jabberwocky (1977)
- Sweeney 2 (1978)
- Rohadt kölykök (Bloody Kids) (1980, tv-film)
- A gyilkos héja (Hawk the Slayer) (1980)
- Időbanditák (Time Bandits) (1981)
- A misszionárius (The Missionary) (1982)
- Pope John Paul II (1984, tv-film)
- Brazil (1985)
- Negyedik emelet (The Fourth Floor) (1986, tv-film)
- Remény és dicsőség (Hope and Glory) (1987)
- Halálos fegyver 2. (Lethal Weapon 2) (1989)
- Brókerek, avagy a pénz megszállottjai (Dealers) (1989)
- Gyilkos sorok (Murder, She Wrote) (1992, tv-sorozat, egy epizódban)
- Stark (1993, tv-film)
- Ghosts (1995, tv-sorozat, egy epizódban)
- A szerelem színei (How to Make an American Quilt) (1995)
- Kísértethajó (Deep Rising) (1998)
- Ítéletnap (End of Days) (1999)
- Daredevil – Fenegyerek (Daredevil) (2003)
- Monk – A flúgos nyomozó (Monk) (2006, tv-sorozat, egy epizódban)
- A Karib-tenger kalózai: Holtak kincse (Pirates of the Caribbean: Dead Man's Chest) (2006)
- A halál után (Unrest) (2006)
- The Blue Hour (2007)